# Ian Hogg (acteur)
Cet article concerne l'acteur. Pour le footballeur, voir Ian Hogg.
Pour les articles homonymes, voir Hogg.
Ian Hogg est un acteur britannique né le 1er août 1937 à Newcastle upon Tyne.

## Filmographie

### Cinéma
- 1967 : Marat-Sade : un militaire
- 1968 : Tell Me Lies : l'invité
- 1971 : La Vallée perdue : Graf
- 1971 : King Lear : Edmund
- 1971 : Macbeth : Premier Thane
- 1973 : La Méprise : Davis
- 1974 : Dead Cert : Bill Davidson
- 1975 : Le Grand Défi : Gerry
- 1976 : Les Petits Voleurs de chevaux (Escape from the Dark)
- 1978 : Psychose phase 3 : Harry
- 1979 : Rencontres avec des hommes remarquables : le moine
- 1986 : Lady Jane : John Gates
- 1987 : La Petite Dorrit (Little Dorrit) : Butler
- 1990 : Survivors : Ben Todd
- 1992 : The Pleasure Principle : Malcolm
- 1992 : Northern Crescent : Peter West
- 1994 : A Pin for the Butterfly : le grand-oncle
- 2010 : The Miserables : Murray Pickleton
- 2018 : Sink : Sam Mason

### Télévision
- 1968 : All's Well That Ends Well : Lavache
- 1970 : Softly Softly: Task Force : Tommy Abbott (1 épisode)
- 1971 : Camera Three : Prospero (1 épisode)
- 1973 : Poigne de fer et séduction : Gregg (1 épisode)
- 1973 : Total Eclipse : Paul Verlaine
- 1974-1975 : David Copperfield : Daniel Peggotty (6 épisodes)
- 1976 : Lorna Doone : Tom Faggus (5 épisodes)
- 1978 : La Couronne du diable : William de Brieuse (5 épisodes)
- 1985 : Bleak House (en) : Inspecteur Bucket (2 épisodes)
- 1986 : The December Rose : Inspecteur Creaker (6 épisodes)
- 1987 : Boogie Outlaws : Manfred Holt (2 épisodes)
- 1987-1988 : Rockliffe's Babies : Alan Rockliffe (18 épisodes)
- 1988 : Rockliffe's Folly : Alan Rockliffe (7 épisodes)
- 1989 : Doctor Who : Épisode « Ghost Light » : Josiah
- 1992 : Covington Cross : Lord Trenton (1 épisode)
- 1995 : Casualty : Terry Fenner (1 épisode)
- 1996 : Delta Wave : Dr Zeckler (2 épisodes)
- 1996 : Rasputin : Vladimir Pourichkevitch
- 1996 : Mort d'un commis voyageur : Ben
- 1999 : Les ombres du passé : Dexter Alan (3 épisodes)
- 1999 : EastEnders : Mike Cherry (1 épisode)
- 2002 : Inspecteur Barnaby : Jonah Bloxham (1 épisode)
- 2002 : Foyle's War : Ian Lane (1 épisode)
- 2003 : Hitler : La Naissance du mal : Alois Hitler
- 2003 : Meurtres en sommeil : Oliver Gill (2 épisodes)